# Writ of Assistance

Le Writ of Assistance, mandat général de perquisition ou encore mandat de maimorte, est une procédure privilégiée instituée en Angleterre depuis les années 1650 sous Oliver Cromwell. Elle stipule que les agents de douanes disposaient du droit de fouille pour retrouver partout en Angleterre les marchandises de contrebande. Lors de la Révolution financière britannique, elle a été développée par une administration puritaine inquiète de l'enrichissement des colonies de jacobites irlandais par la culture du sucre dans le Nouveau Monde. Cette mesure visait en particulier dans les îles de la Jamaïque et la Barbade.
Dans les années 1760, qui voient la création du Sugar Act après la guerre de Sept Ans, Londres décide d'activer cette procédure. C'est pour y résister que les négociants de Boston, grands importateurs de mélasses de Saint-Domingue pour leurs distilleries, ont recruté en 1761 le procureur de la ville James Otis pour attaquer en justice cette procédure. Ce qui a débouché progressivement sur une critique du protectionnisme anglais suffisamment forte pour enclencher la guerre d'indépendance américaine.